# Ferran d'Aunés
Fernando de Ahonés o Ferran dʼAhonés, ricohombre aragonés de la casa de Ahonés, fue un almirante mercenario perteneciente a la Compañía almogávar que ingresó al servicio del Imperio bizantino. 

## Biografía
Fernando de Ahonés llegó a Constantinopla en septiembre de 1303 con una compañía de mercenarios cuyo comandante, Roger de Flor, fue nombrado megaduque, jefe de toda la armada bizantina. Roger a su vez, consiguió el nombramiento de Ferran por parte del emperador bizantino Andrónico II Paleólogo como almirante, con el título prestado de amirales, utilizado por primera vez en una titulación oficial bizantina, a cargo de una flota de más de una docena de barcos. Al mismo tiempo, Ferran dʼAhonés se casó con una noble bizantina.
Durante un pogrom contra los almogávares, la casa de su suegro Pachys Raúl, fue incendiada por una multitud. Sin embargo, Ferran fue liberado y nombrado doméstico de las escolas por el emperador Andrónico. Permaneció en este cargo hasta 1305/1306, cuando participó en la conspiración fallida de Juan Drimys. Nada más se supo de él. Su hermano, cuyo nombre se desconoce, desertó con cincuenta de sus hombres a los bizantinos en 1306/1307 y fue honrado por el emperador.